# Wegestock Lüttenglehn

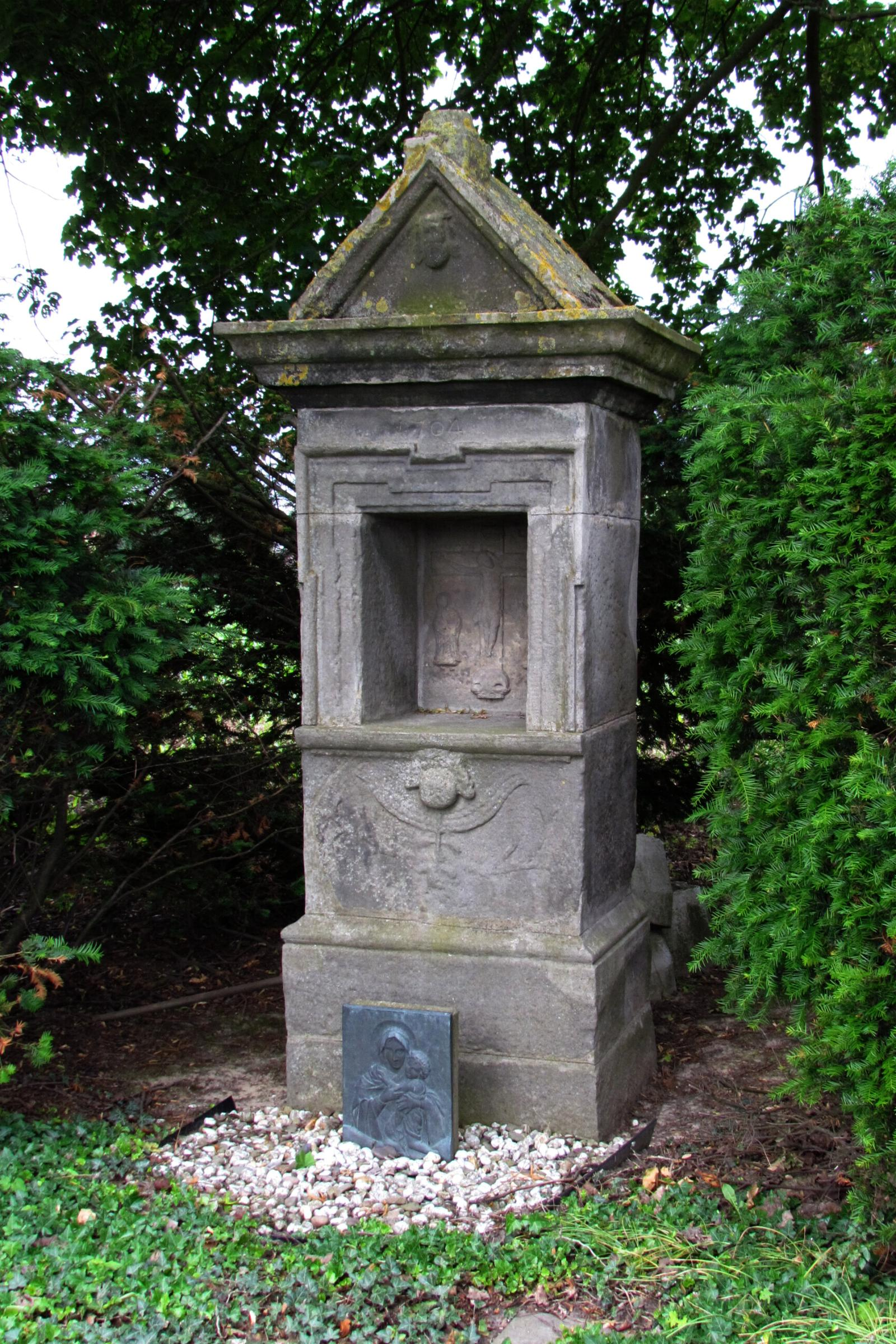
Wegestock

Der Wegestock Lüttenglehn steht im Stadtteil Lüttenglehn in Korschenbroich im Rhein-Kreis Neuss in Nordrhein-Westfalen.
Das Flurkreuz ist 1704 erbaut und unter Nr. 186 am 18. Februar 1991 in die Liste der Baudenkmäler in Korschenbroich eingetragen worden.

## Architektur
Es handelt sich hier um einen Wegestock aus Sandstein aus dem Jahre 1704 (Jahreszahl in der Nische). Es ist auf einem quadratischen Sockel hochgemauert. In der tiefen quadratischen Nische ist ein Kreuzigungsrelief. Im Giebel ist ein Christuskopf abgebildet. Das obere Kreuz fehlt.
Der Wegestock erfüllt die Voraussetzungen des § 2 DSchG NRW zur Eintragung in die Denkmalliste. Er ist bedeutend für die Geschichte des Menschen und für seine Erhaltung und Nutzung liegen künstlerische und volkskundliche Gründe vor.